# Клеомброт I
Клеомброт I (дав.-гр. Κλεόμβροτος, д/н — 6 липня 371 до н. е.) — цар Спарти у 380—371 роках до н. е.

## Життєпис
Походив з династії Агіадів. Син царя Павсанія. Про молоді роки відомостей обмаль. 395 року до н.е. після вигнання батька опинився під опікою Арістодема.
Посів трон 380 року до н. е. після свого старшого брата Агесіполіда I. Очолив військо у Беотійській війні проти Фів. ЇЇ причиною стало повалення у Фівах олігархічного уряду на чолі із Леонзіадом. Зайняв Феспії, але через нерішучість дій вирішив відступити. На зворотньому шляху спартанське військо суттєво постраждало під час бурі. Тому наступні 2 кампанії у війні проти Фів було доручено співцарю Агесілаю II. 376 року до н.е внаслідок хвороби останнього Клеомброту I було доручено командування спартанським військом. Знову вдерся до Беотії, але зазнав невдачі під час спроби пройти перевал Кітерон. Це викликало невдоволення, але загальні збори Пелопоннеського союзу вирішили продовжувати війну. 374 року до н. е. Клеомброт I зайняв Фокиду, змусивши відступити фіванців. Тут він перебував до 371 року до н. е.
371 року у битві біля Левктрів зазнав поразки від фіванського війська на чолі із. В цій битві Клеомброт I загинув. Це призвело до припинення гегемонії Спарти в Елладі. Йому спадкував син Агесіполід II.